# Campus Square

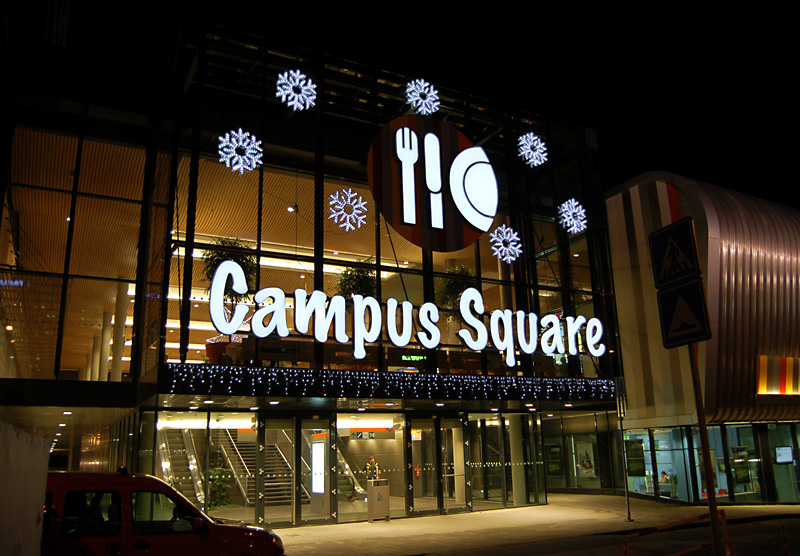
Noční pohled na vchod do nákupního centra

Campus Square je obchodní centrum v Brně, otevřené v roce 2008. Je součástí developerského projektu THE CAMPUS. Obchodní centrum se nachází v těsné blízkosti nemocnice Bohunice a univerzitního kampusu. Mezi nákupním centrem a FN Brno se nachází dopravní uzel Nemocnice Bohunice
Na 20 000 čtverečních metrech se nachází více než 70 značkových obchodů, supermarket Tesco a tzv. food court s několika restauracemi typu fast food.
Obchodní centrum se nachází přesně na katastrální hranici městských částí Brno-Bohunice a Brno-Starý Lískovec mezi zástavbou Bohunic, Starého a Nového Lískovce, mezi ulicí Bítešskou a Jihlavskou. Dopravní obslužnost je zajištěna tramvajovou linkou a několika autobusovými a trolejbusovými linkami.
Obchodní centrum prodal v roce 2015 developer AIG společnosti CBRE Global Investors.

## Některé obchody
Nachází se zde více než 70 obchodů, aktuální seznam všech obchodů včetně otevírací doby a kontaktů je na webových stránkách centra.